# April in Quahog
April in Quahog (с англ. — «Апрель в Куахоге») — шестнадцатая серия восьмого сезона мультсериала «Гриффины». Премьерный показ состоялся 11 апреля 2010 года на канале FOX.

## Сюжет
Местные новости сообщают, что Земля будет уничтожена недавно открытой чёрной дырой через 24 часа, и в Куахоге все сходят с ума, пытаясь прожить свой последний день: Куагмир занимается сексом с женой Джо — Бонни, Герберт открыто пытается соблазнить Криса, а Питер крадёт из зоопарка льва.
Перед лицом «конца света» Питер говорит много лишнего своим детям, и поэтому оказывается в крайне щекотливом положении после того, как выясняется, что всё это было лишь первоапрельской шуткой.
Желая вернуть былое уважение у своих детей, Питер пытается вникнуть в их жизнь, выяснить, что им интересно и чем они увлекаются в жизни, но у него ничего не выходит. В итоге он просто покупает им Xbox 360, и этого оказывается вполне достаточно.

## Создание

Промокартинка эпизода, оказавшаяся первоапрельской шуткой телеканала Fox. На картинке присутствуют Фрэнсин Смит и Стэн Смит — персонажи мультсериала «Американский папаша!»

Автор сценария: Джон Винер
Режиссёр: Джозеф Ли
Композитор: Уолтер Мёрфи
Приглашённые знаменитости: Энн Хэтэуэй (камео), Джейсон Мраз (в роли Парня-В-Шапочке; предположительно — камео).

## Премьерный показ
Премьеру эпизода посмотрели 6,930 млн зрителей. Для сравнения: в тот же вечер на том же канале премьеру «Симпсонов» («American History X-cellent») посмотрели 5,649 млн человек, «Шоу Кливленда» («Gone With the Wind») — 5,454 млн зрителей, «Американского папаши» («Cops and Roger» (англ.)) — 5,087 млн человек.

## Оценки и критика
Регулярные критики мультсериала разошлись в оценках: англ. TV Squad высоко оценил эпизод, англ. The A.V. Club высказался более нейтрально, а IGN сильно раскритиковал эту серию.